# 課長サンの厄年
『課長サンの厄年』（かちょうサンのやくどし）は、1993年7月4日から10月3日まで、TBS系列の『東芝日曜劇場』枠で放送されたかんべむさし原作のテレビドラマ。主演は萩原健一。

## 概要
1992年夏、TBSドラマの看板枠でもあった『東芝日曜劇場』のリニューアルが検討され、93年春から連続ドラマに切り替え、しかも視聴者ターゲットに男性ビジネスマンを取り込む大改革を実施することになった。秋口に入ると、市川哲夫プロデューサーは編成部の近藤邦勝、制作の先輩プロデューサー・堀川とんこうと『東芝日曜劇場』の連続ドラマ枠について、随時話し合うようになり、堀川が93年4月枠、市川が7月枠となるこのドラマのプロデュースを担当することになった。
原作はかんべむさしの『課長の厄年』、脚本は市川とは6年ぶりとなる布勢博一が手掛けた。主人公は、今まで一度も堅気の課長役などやったことのない俳優で、課長をやらせたら面白そうな俳優がいないかで絞り込まれ、ちょうどその頃流れていたサントリーモルツのTV・CMに出演していた萩原健一が主人公（寺田喬）に起用されている。このドラマは、ショーケンにとって転機となる作品となり、視聴率も全13回平均で16.2%（ビデオリサーチ）、18.1%（ニールセン）という数字をマーク。本作は、その後に数年続く、『東芝日曜劇場』での男性主役のサラリーマンものの放送作品の基礎となった。
なお、原作は、主人公が「厄年の危機」への対処の方法を延々と自身でブレインストーミングして自己改造を図るという内容であり、テレビドラマ版とは、まったくストーリーが異なる。
1994年4月には本作を基にした単発の2時間SPが放送された。

## キャスト
- 寺田喬〈42〉：萩原健一

長野県出身。京大卒。厄年を迎える販売二課長。大阪本社より転勤。
- 寺田仁美〈35〉：石田えり

喬の妻。徳島県出身。　
- 服部金次〈45〉：石倉三郎

駒形商業高校卒。苦労人の二課長補佐。最終話で退職し、妻の実家の養鶏業へ転職。　
- 川島幸江〈22〉：渡辺満里奈

イラストが得意で競馬が趣味。二課の紅一点。通称「さっちゃん」。最終話で早川と結婚。　
- 早川誠一郎〈27〉：中野英雄

日大卒。アメフト部出身の体育会系。喬の部下。最終話で幸江と結婚。　
- 神保正和〈28〉：竹内力

慶大卒。ゴルフ部出身でパソコンに強い取引先社長の御曹司。喬の部下。　
- 本宮喜久代：久本雅美

庶務課。競馬好き。在社14年のベテラン。川島に競馬を教えたのもこの人。　
- 木村隆：津村鷹志

旧・営業二部長。大阪本社の社長室長に栄転。
- 寺田正：山田哲平

喬の息子。中学一年生でバスケ部。　
- 寺田明美：松下恵

喬の娘。小学六年生。　
- 中山幸太：寺泉憲

喬の友人。　
- 岡島邦子：二木てるみ

喬の姉。地元の帽子店へ嫁いでいる。
- 岡島茂夫：小野武彦

喬の義兄、邦子の夫。
- 高木部長：上田耕一

営業二部長。木村の後任で北陸支社より着任。野口の転出に伴い一部長へ。　
- 大沢常務：中丸忠雄

本州紡の役員。
- 小島真知子：床嶋佳子

新進気鋭のファッションデザイナー。
- 斉藤綾子：山口いづみ

「杉の葉」のママ。最終話で店を閉める。　
- 野口良和〈48〉：長塚京三

京大卒。東京本社・営業一部長。喬を呼び寄せた先輩。後に子会社の「本州紡インテリア」へ転出。　
- 野口昌子：二宮さよ子

野口良和の妻。　
- 寺田久夫：松村達雄

喬の父。元国鉄マン。木曽福島等の駅長を歴任。長野県松本市在住。　
- 寺田文：久我美子

喬の母。

## スタッフ
- 原作：かんべむさし『課長の厄年』光文社文庫、1992年6月。ISBN 978-4334715335。
- 脚本：布勢博一
- 演出：桑波田景信、森山享、戸髙正啓
- プロデュース：市川哲夫
- 音楽：林哲司
- 主題歌：布袋寅泰「さらば青春の光」[5]
- 製作著作：TBS

## 放送日程
連続ドラマ
| 話数                                                       | 放送日       | サブタイトル           | 演出       | 視聴率 |
| ---------------------------------------------------------- | ------------ | ---------------------- | ---------- | ------ |
| 第1回                                                      | 1993年7月4日 | 人間つくづく運だな     | 桑波田景信 | 14.7%  |
| 第2回                                                      | 7月11日      | OL達のエジキ           | 桑波田景信 | 14.3%  |
| 第3回                                                      | 7月25日      | 社運を賭けた接待       | 森山享     | 11.8%  |
| 第4回                                                      | 8月1日       | 父が来た日             | 森山享     | 15.1%  |
| 第5回                                                      | 8月8日       | 雲行き怪し家族旅行     | 桑波田景信 | 14.6%  |
| 第6回                                                      | 8月15日      | 不倫の替えダマ綱渡り   | 桑波田景信 | 15.3%  |
| 第7回                                                      | 8月22日      | 親の知らない子供の秘密 | 森山享     | 12.3%  |
| 第8回                                                      | 8月29日      | 妻の立場               | 森山享     | 14.9%  |
| 第9回                                                      | 9月5日       | 夫婦の根くらべ         | 戸高正啓   | 16.3%  |
| 第10回                                                     | 9月12日      | 走れ故郷へ             | 戸高正啓   | 21.5%  |
| 第11回                                                     | 9月19日      | 出世と左遷の分かれ道   | 桑波田景信 | 21.0%  |
| 第12回                                                     | 9月26日      | 一番大切な人           | 森山享     | 20.3%  |
| 最終回                                                     | 10月3日      | 思いがけない厄落とし   | 桑波田景信 | 18.3%  |
| 平均視聴率 16.2%（視聴率は関東地区・ビデオリサーチ社調べ） |              |                        |            |        |

スペシャル
| 放送日       | サブタイトル                            | 演出       |
| ------------ | --------------------------------------- | ---------- |
| 1994年4月3日 | 東京長崎右往左往 降ってわいた夫婦の危機 | 桑波田景信 |